# 1959 (numero)
Millenovecentocinquantanove (1959) è il numero naturale dopo il 1958 e prima del 1960.

## Proprietà matematiche
- È un numero dispari.
- È un numero composto da 4 divisori: 1, 3, 653, 1959. Poiché la somma dei suoi divisori (escluso il numero stesso) è 657 < 1959, è un numero difettivo.
- È un numero semiprimo.
- È un numero palindromo e un numero ondulante nel sistema numerico esadecimale.
- È un numero felice.
- È un numero fortunato.
- È un numero congruente.
- È un numero nontotiente in quanto dispari e diverso da 1.
- È un numero intero privo di quadrati.
- È un numero malvagio.
- È parte delle terne pitagoriche (945, 1716, 1959), (1959, 2612, 3265), (1959, 213200, 213209), (1959, 639612, 639615), (1959, 1918840, 1918841).

## Astronomia
- 1959 Karbyshev è un asteroide della fascia principale del sistema solare.

## Astronautica
- Cosmos 1959 è un satellite artificiale russo.